# Piet Best
Petrus Wilhelmus Best (Amsterdam, 19 januari 1881 – Den Haag, 13 maart 1960) was een Nederlandse generaal die tijdens de Duitse aanval op Nederland in 1940 bevelhebber was van het Commando Luchtverdediging. In de jaren dertig van de twintigste eeuw was hij een van de grondleggers van de militaire luchtvaart in Nederland.

## Biografie

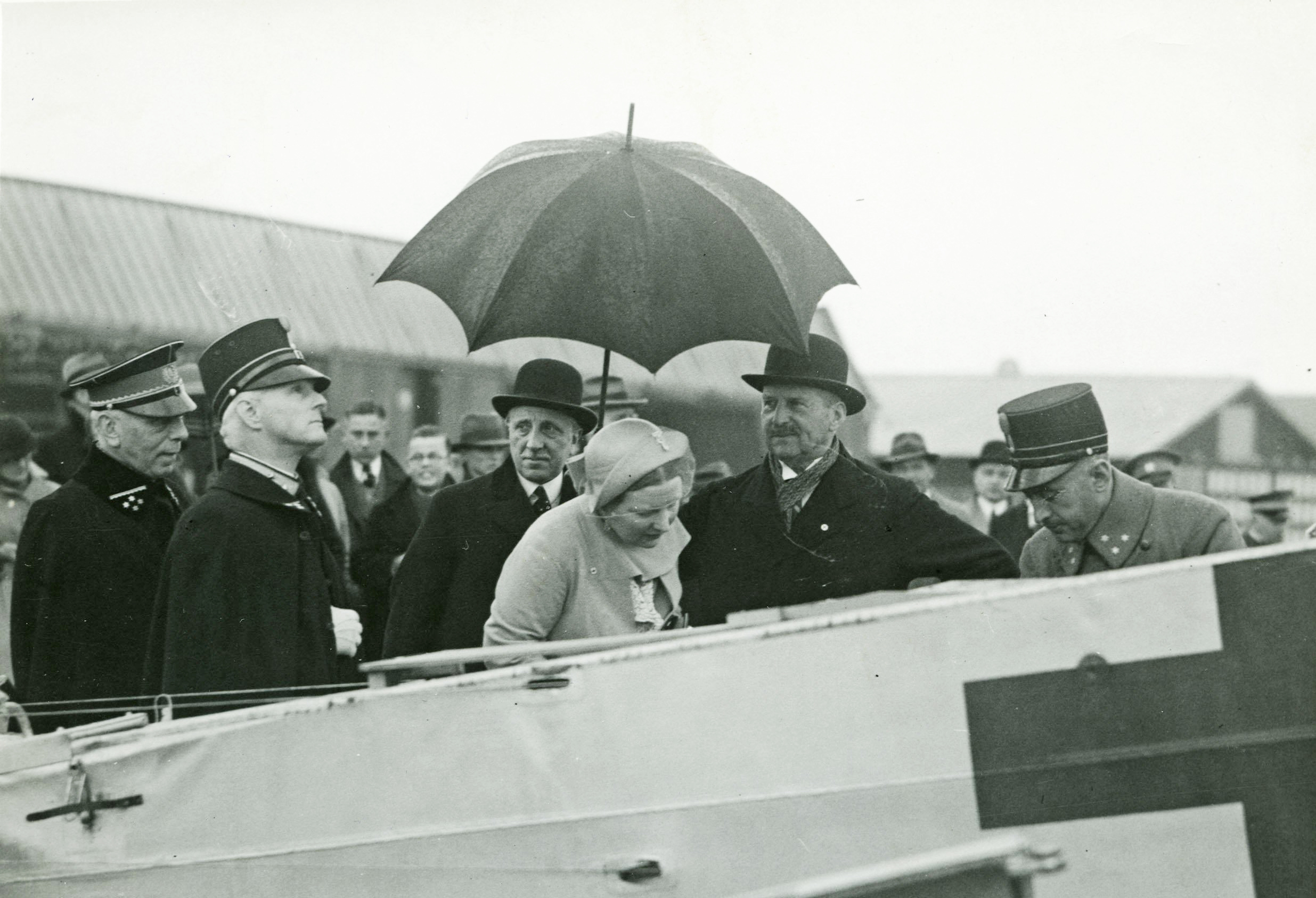
1935: Petrus Best (tweede van links) met prinses Juliana op Vliegbasis Soesterberg

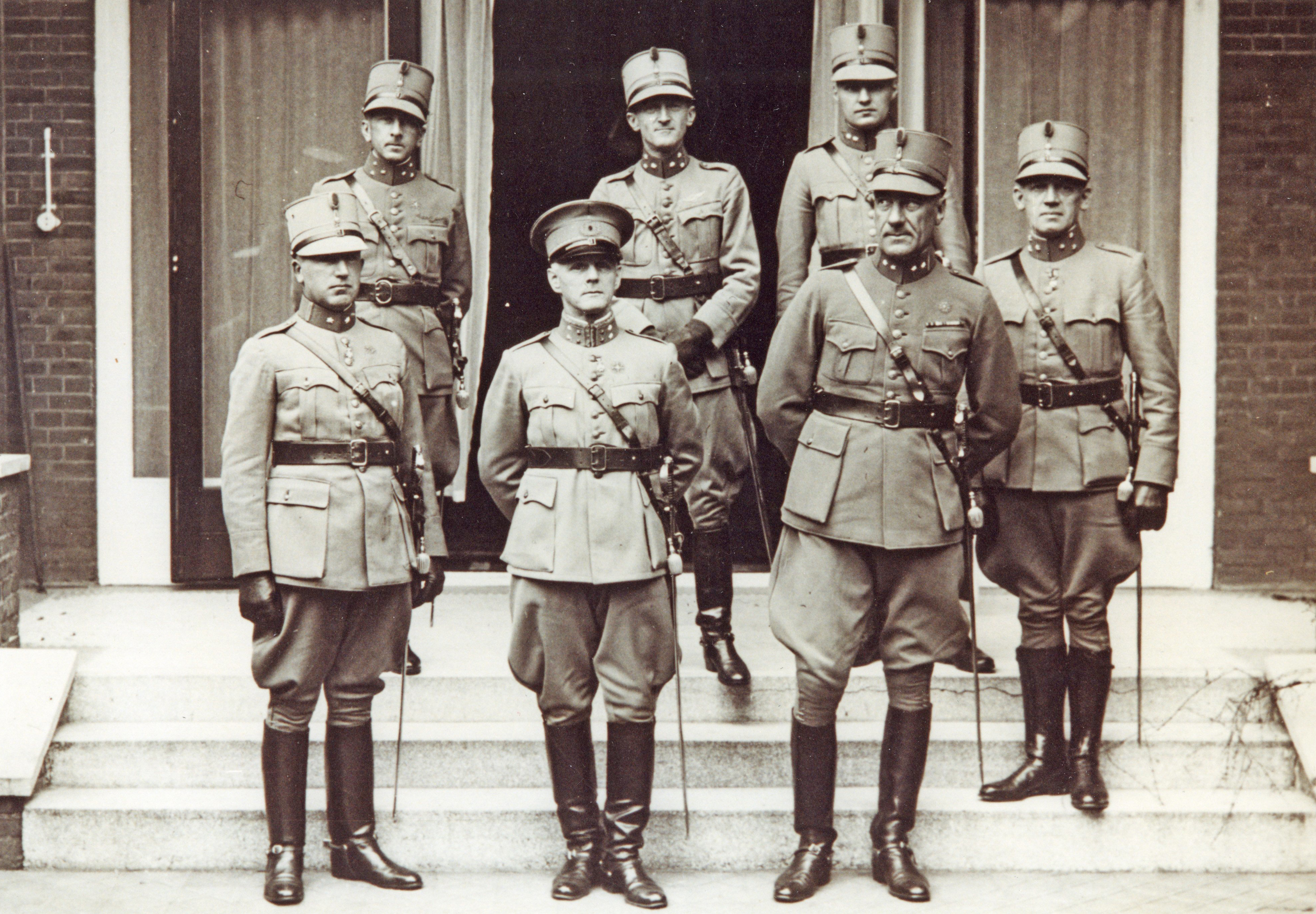
1938: De nieuwe commandant van het Commando Luchtverdediging, Petrus Best, omringd door zijn staf

Petrus Best was een zoon van de Amsterdamse schilder Abraham Best en Anna Maria Elisabeth Prince. De fluitist Bram Best was zijn oudere broer. Best volgde een opleiding aan de Koninklijke Militaire Academie, waarna hij in 1902 als tweede luitenant werd toegevoegd aan het 2de Regiment Vestingartillerie bij de Stelling van Amsterdam. In 1910 werd hij gedetacheerd bij de Hogere Krijgsschool in Den Haag en in 1918 overgeplaatst naar de Generale Staf in het Ministerie van Oorlog. In oktober 1930 werd best bevorderd tot luitenant-kolonel, waarna hij de maand erop werd benoemd als commandant van de Luchtvaartafdeling van de Koninklijke Landmacht. Mede onder druk van Best vond in 1935 de oprichting plaats van de Inspectie der Militaire Luchtvaart. Hij zorgde ervoor dat de militaire toestellen niet langer op één locatie geconcentreerd stonden en verbeterde de selectie en opleiding van aspirant-piloten. Ook zorgde hij ervoor dat de bewapening van de gevechtsvliegtuigen werd gemoderniseerd. Nadat hij vanaf 1937 in de rang van Generaal-majoor diende als commandant van de IVe Divisie (II.LK/Veldleger), werd hij in november 1938 op instigatie van minister Jannes van Dijk van Defensie aangesteld als de eerste commandant van het net opgerichte Commando Luchtverdediging. De minister had in 1937 zijn lezing over toekomstige oorlogvoering bijgewoond en was onder de indruk geraakt van zijn visie op dat onderwerp. In oktober 1939 werd Petrus Best bevorderd tot luitenant-generaal, zijn hoogst behaalde militaire rang.

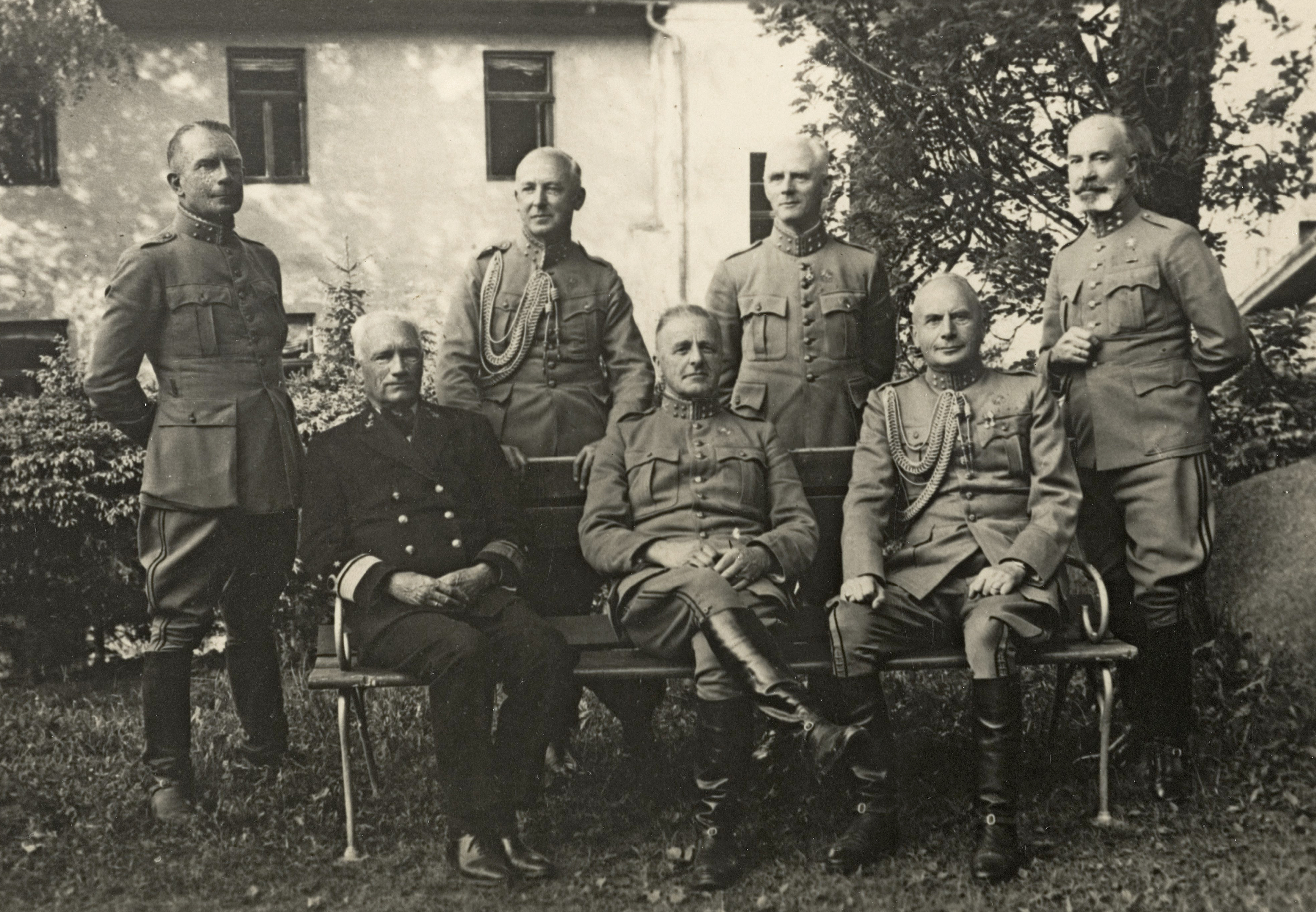
1941: Petrus Best (staand, tweede van rechts) als krijgsgevangene in Oflag VIII-E Johannisbrun. In het midden, vooraan, generaal Henri Winkelman

Tijdens de Slag om Den Haag op 10 mei 1940 werd met succes gebruik gemaakt van de luchtafweerbatterijen die generaal Best in en rond de Hofstad had laten plaatsen. In totaal konden meer dan driehonderd Duitse oorlogsvliegtuigen boven Nederland worden neergeschoten. Ook andere verdedigingsmaatregelen die Best had doorgevoerd bleken succesvol. Mede hierdoor mislukte de poging om de regering en koningin bij verrassing gevangen te nemen. Tijdens de bezetting van Nederland weigerde Best een erewoordverklaring te ondertekenen waarin hij op zijn officiers-erewoord zou moeten beloven zich te onthouden van daden tegen het Duitse Rijk. Daarop werd hij gevangen gezet in krijgsgevangenenkamp Stalag I-B bij Hohenstein in toenmalig Oost-Pruisen, waar enkele Nederlandse generaals waaronder opperbevelhebber Henri Winkelman gevangen werden gezet. Het groepje hoge officieren werd later verplaatst naar Oflag VIII-E Johannisbrun nabij Troppau in toenmalig Sudetenland. De gezondheid van Best nam af en verslechterde in de herfst van 1941 dusdanig dat zijn artsen hem vertelden dat hij waarschijnlijk de winter niet zou overleven. Onder protest ondertekende Best alsnog de erewoordverklaring, waarna hij in oktober dat jaar naar huis mocht gaan.
Na de bevrijding maakte Best deel uit van de Commissie Verantwoording Krijgsgevangen Officieren. In 1945 was Best militair-lid van het Bijzonder Gerechtshof dat in de balzaal van Paleis Kneuterdijk de doodstraf uitsprak over collaborateur Max Blokzijl. Ook in de zaak tegen NSB-voorman Anton Mussert was Best lid van hof dat de doodstraf uitsprak. En in 1948 was hij militair-raadsheer bij de Bijzondere Raad van Cassatie toen deze het hoger beroep behandelde van nazi-kopstuk Hanns Albin Rauter. De uitkomst was dat op 12 januari 1949 de veroordeling tot de doodstraf werd bevestigd. In februari 1951 werd Best eervol ontslag verleend als militair raadsheer bij de Bijzondere Raad van Cassatie.

## Nevenfuncties
Petrus Best was voorzitter van het college van advies van het Nederlandsch Luchtvaart Instituut te Utrecht. Namens het ministerie van Defensie werd Best in 1938 benoemd als lid van het bestuur van het Nationaal Luchtvaartlaboratorium in Amsterdam. In 1939 werd Best benoemd als lid van de Luchtvaartcommissie, die in verband met het groeiende internationale luchtverkeer zich boog over het stichten van een centrale luchthaven, waar dit luchtverkeer zou moeten worden geconcentreerd. De commissie was ingesteld door de minister Johannes van Buuren van Waterstaat.

## Publicaties
- 1918: Het afslaan van landingsondernemingen uit een artilleristisch oogpunt, in: Militaire Spectator; tijdschrift voor het Nederlandsche leger, jrg 87, 1918, 01-01-1918[12]

## Onderscheidingen
- 1927: Ridder eerste klasse van de Orde van het Zwaard van Zweden.[13]
- 1928: Officier in de Orde van Oranje-Nassau met zwaarden.[14]
- 1938: Officier in de Orde van de Nederlandse Leeuw.[15]
- 1946: Commandeur in de Orde van Oranje-Nassau met zwaarden. (bij bevordering)[16]

## Vernoemingen
2012: Luitenant-generaal Bestkazerne in Venray

## Militaire Rangen
- 1902: Tweede Luitenant der Artillerie
- 1906: Eerste Luitenant der Vestingartillerie
- 1916: Kapitein der Bereden Artillerie
- 1927: Majoor
- 1930: Luitenant-kolonel
- 1937: Generaal-majoor
- 1939: Luitenant-generaal

## Gezin
Petrus Best huwde in 1907 met Isabella Sophia Boele, uit welk huwelijk een zoon en een dochter werden geboren.